# نجود العيان (القفر)

تعديل مصدري - تعديل

نجود العيان محلة تابعة لقرية الملباجة، التابعة لعزلة بني مهدى بمديرية القفر إحدى مديريات محافظة إب في الجمهورية اليمنية، بلغ تعداد سكانها 51 حسب تعداد اليمن لعام 2004.